# Apamea (Noctuidae)
Apamea is een geslacht van nachtvlinders uit de familie Noctuidae, uilen. Uit Nederland en België zijn de volgende soorten bekend:
- Apamea anceps (Denis & Schiffermüller, 1775) - Veldgrasuil
- Apamea aquila (Donzel, 1837) - Pijpenstro-uil
- Apamea crenata (Hufnagel, 1766) - Variabele grasuil
- Apamea epomidion (Haworth, 1809) - Zwartrandgrasuil
- Apamea furva (Denis & Schiffermüller, 1775) - Schapengrasuil
- Apamea illyria (Freyer, 1846) - Tweekleurige grasuil
- Apamea lateritia (Hufnagel, 1766) - Steenrode grasuil
- Apamea lithoxylaea (Denis & Schiffermüller, 1775) - Bleke grasworteluil
- Apamea monoglypha (Hufnagel, 1766) - Graswortelvlinder
- Apamea oblonga (Haworth, 1809) - Zeeuwse grasworteluil
- Apamea remissa (Hübner, 1809) - Grauwe grasuil
- Apamea scolopacina (Esper, 1788) - Bosgrasuil
- Apamea sordens (Hufnagel, 1766) - Kweekgrasuil
- Apamea sublustris (Esper, 1788) - Okergele grasuil
- Apamea unanimis (Hübner, 1813) - Rietgrasuil

Enkele soorten die in Europa voorkomen, maar alleen buiten Nederland en België:
- Apamea alpigena (Boisduval, 1837)
- Apamea arabs (Oberthür, 1881)
- Apamea baischi (Hacker, 1989)
- Apamea ferrago (Eversmann, 1837)
- Apamea indiges (Turati, 1926)
- Apamea leucodon (Eversmann, 1837)
- Apamea maillardi (Geyer, 1834)
- Apamea michielii (Varga, 1976)
- Apamea platinea (Treitschke, 1825)
- Apamea pyxina (A. Bang-Haas, 1910)
- Apamea rubrirena (Treitschke, 1825)
- Apamea sicula (Turati, 1909)
- Apamea zeta (Treitschke, 1825)

## Overige soorten
- A. acera Smith, 1900
- A. adela Hampson, 1902
- A. albina Grote, 1874
- A. alia Guenée, 1852
- A. altijuga Koshantschikov, 1925
- A. ampliata McDunnough, 1940
- A. antennata Smith, 1890
- A. apamiformis Guenée, 1852
- A. arctica Boisduval, 1840
- A. atrosuffusa Barnes & McDunnough, 1913
- A. auranticolor Grote, 1873
- A. aureopuncta Hampson, 1908
- A. basimacula Boisduval, 1833
- A. boopis Hampson, 1908
- A. brunnea Leech, 1900
- A. brunnescens Kononenko, 1985
- A. burgessi Morrison, 1874
- A. calidipes Guenée, 1852
- A. cariosa Guenée, 1852
- A. castanea Grote, 1874
- A. centralis Smith, 1890
- A. cinefacta Grote, 1881
- A. commixta Butler, 1881
- A. commoda Walker, 1857
- A. conciliata Butler, 1878
- A. conradi Grote, 1879
- A. cristata Grote, 1878
- A. cuculliformis Grote, 1875
- A. cuneata Leech, 1889
- A. cyanea Hampson, 1908
- A. chalybaeata Walker, 1865
- A. chinensis Leech, 1900
- A. deflexa Walker, 1865
- A. desegaulxi Viette, 1982
- A. devastator Brace, 1819
- A. dionea Smith, 1899
- A. discors Smith, 1909
- A. dubitans Walker, 1856
- A. effusoides Dognin, 1897
- A. exstincta Staudinger, 1889
- A. exulis (Lefebvre, 1836)
- A. farinulenta Christoph, 1893
- A. fasciata Leech, 1900
- A. fasciculata Leech, 1900
- A. fervida Hampson, 1908
- A. finitima Guenée, 1852
- A. flavistigma Moore, 1867
- A. formosensis Hampson
- A. genialis Grote, 1874
- A. griveaudi Viette, 1967
- A. grotei Barnes & McDunnough, 1914
- A. hampsoni Sugi, 1963
- A. helva Grote, 1875
- A. hikosana Sugi, 1958
- A. hipparion Druce, 1889
- A. impulsa Guenée, 1852
- A. inchoans Walker, 1865
- A. indela Smith, 1910
- A. indocilis Walker, 1856
- A. inebriata Ferguson, 1977
- A. inexpecta Sugi, 1963
- A. inficita Walker, 1857
- A. infusa Walker, 1870
- A. ingloria Bang-Haas, 1912
- A. inordinata Morrison, 1875

- A. insana Dognin, 1914
- A. intermixta Leech, 1900
- A. jankowskii Oberthür, 1879
- A. jezoensis Matsumura, 1926
- A. kumaso Sugi, 1963
- A. kyushuensis Sugi, 1958
- A. lignea Butler, 1889
- A. lignicolora Guenée, 1852
- A. lithoxylea Schiffermüller, 1776
- A. longula Grote, 1879
- A. lutosa Andrews, 1877
- A. lysis (Fawcett, 1918)
- A. macronephra Berio, 1959
- A. maxima Dyar, 1904
- A. metamorpha Boursin, 1960
- A. minnecii Berio, 1939
- A. minoica (Fibiger, Ronkay, Schmidt & Zilli, 2005)
- A. minor Sugi, 1963
- A. mixta Grote, 1880
- A. montana Herrich-Schäffer, 1856
- A. morna Strecker, 1879
- A. multicolora Dyar, 1904
- A. murrayi Gibson, 1920
- A. nigrior Smith, 1890
- A. nubila Moore, 1881
- A. obliviosa Walker, 1858
- A. occidens Grote, 1878
- A. okinawensis Sugi, 1968
- A. ona Smith, 1909
- A. oxylus Fawcett, 1918
- A. pabulatricula Brahm, 1791
- A. parcata Smith, 1903
- A. perpensa Grote, 1881
- A. perstriata Hampson, 1908
- A. plumbealis Matsumura, 1926
- A. plutonia Grote, 1883
- A. purpurina Hampson, 1902
- A. relicina Morrison, 1874
- A. repetita Butler, 1885
- A. roedereri Viette, 1967
- A. rufa Draudt, 1950
- A. ruficauda Motschulsky, 1866
- A. schawerdae Draeseke, 1928
- A. schildei (Staudinger, 1901)
- A. semilunata Grote, 1881
- A. signata Walker, 1865
- A. sinuata Moore, 1882
- A. smythi Franclemont, 1952
- A. sodalis Butler, 1878
- A. spaldingi Smith, 1909
- A. stagmatipennis Dyar, 1920
- A. subcostalis Walker, 1869
- A. submarginata Leech, 1900
- A. submediana Draudt, 1950
- A. superba Turati, 1926
- A. syriaca (Osthelder, 1933)
- A. taiwana Wileman, 1914
- A. terminalis Walker, 1865
- A. timida Staudinger
- A. unita Smith, 1904
- A. verbascoides Guenée, 1852
- A. veterina Lederer, 1853
- A. vicaria Püngeler, 1903
- A. vulgaris Grote & Robinson, 1866
- A. vultuosa Grote, 1875

## Foto's

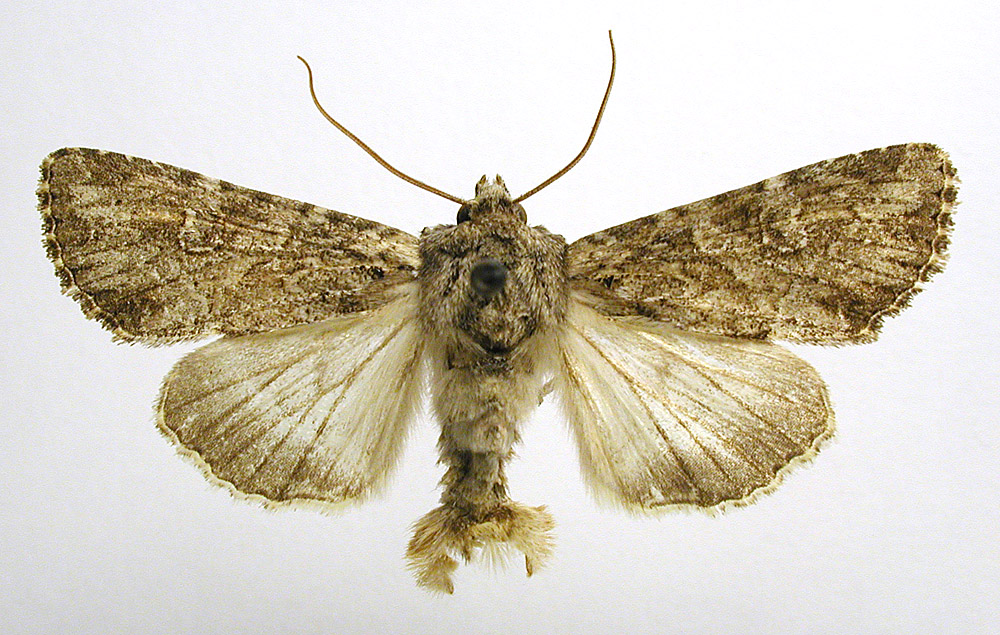
Veldgrasuil Apamea anceps
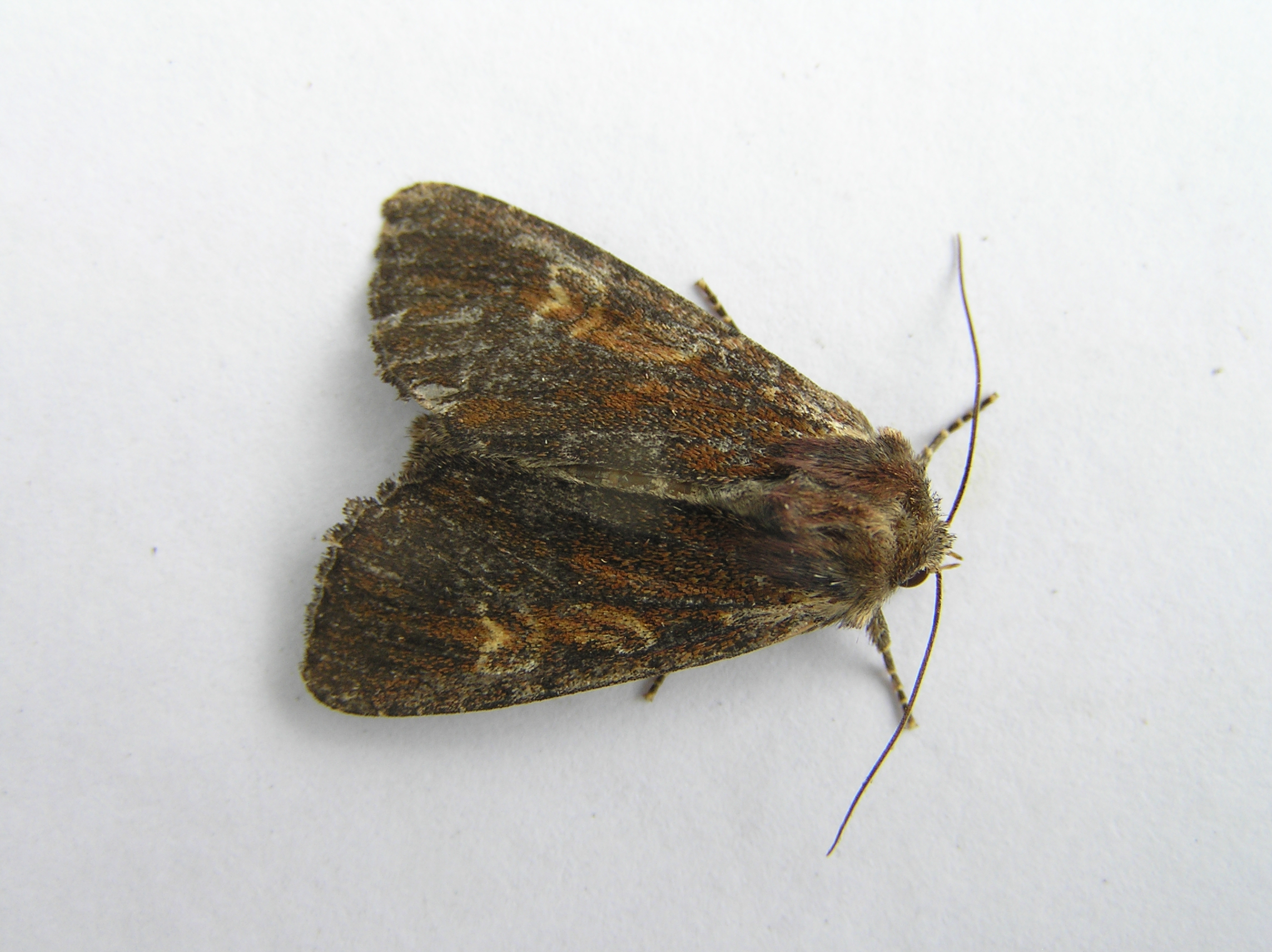
Variabele grasuil Apamea crenata
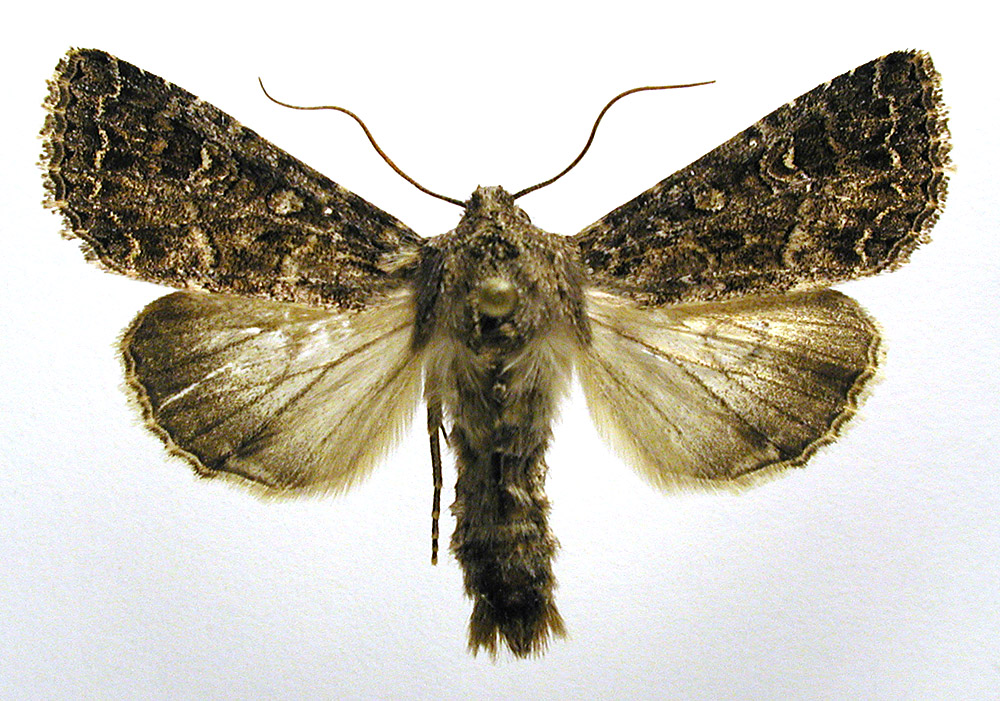
Schapengrasuil Apamea furva
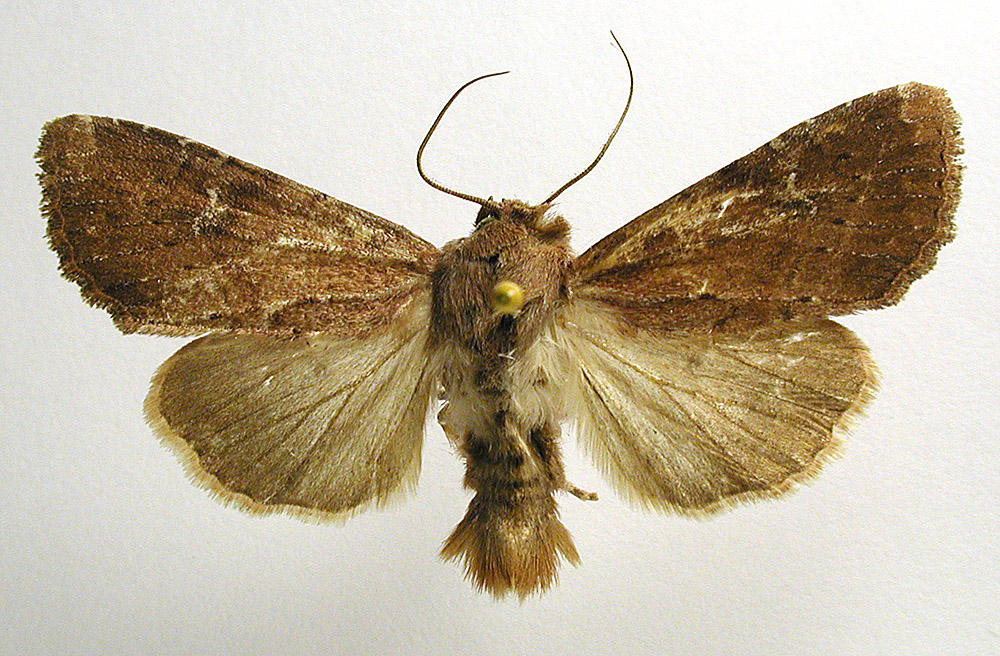
Steenrode grasuil Apamea lateritia
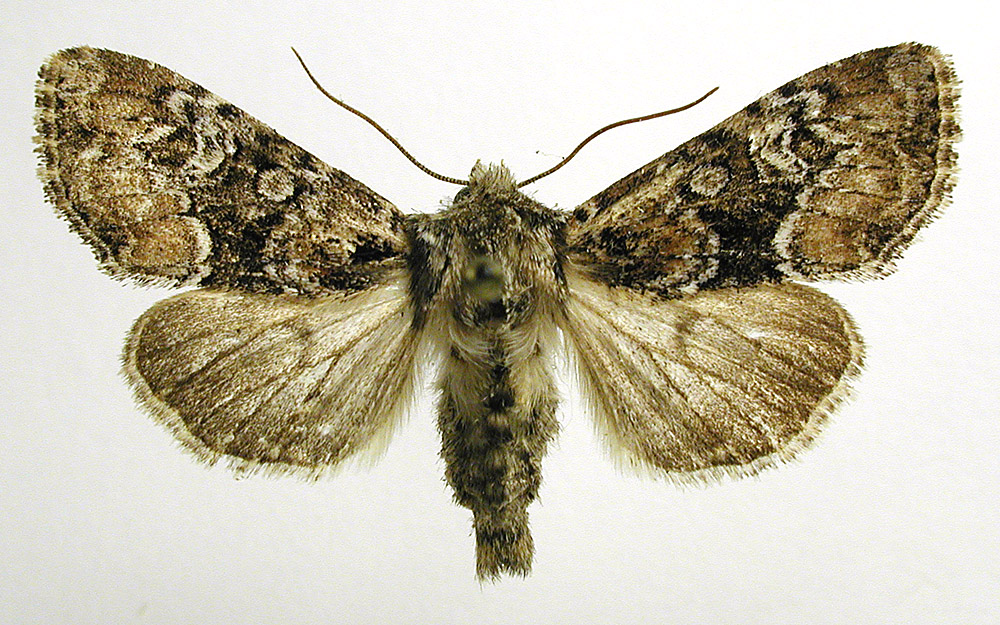
Tweekleurige grasuil Apamea illyria
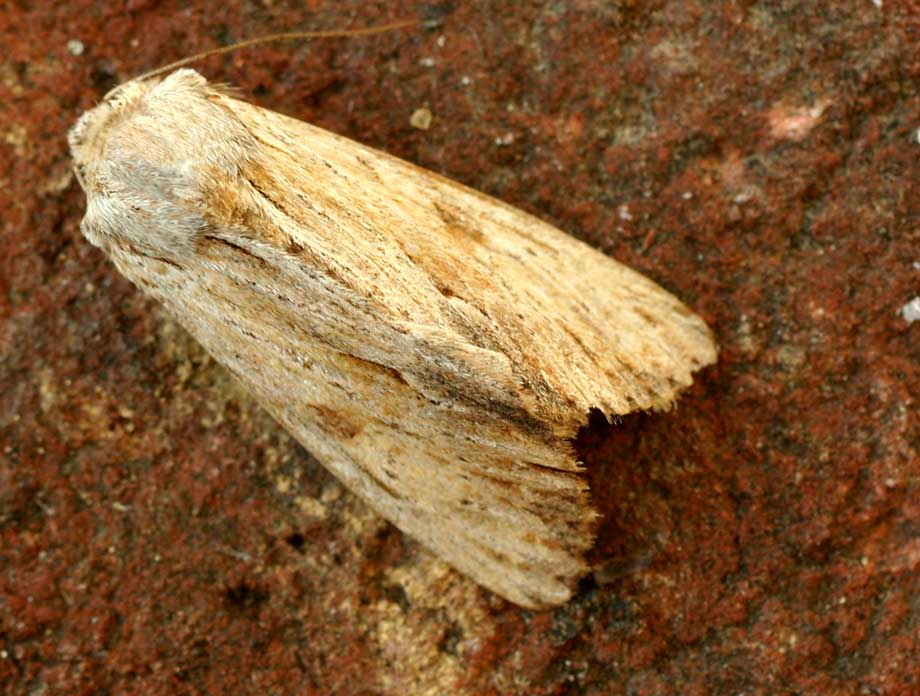
Bleke grasworteluil Apamea lithoxylaea
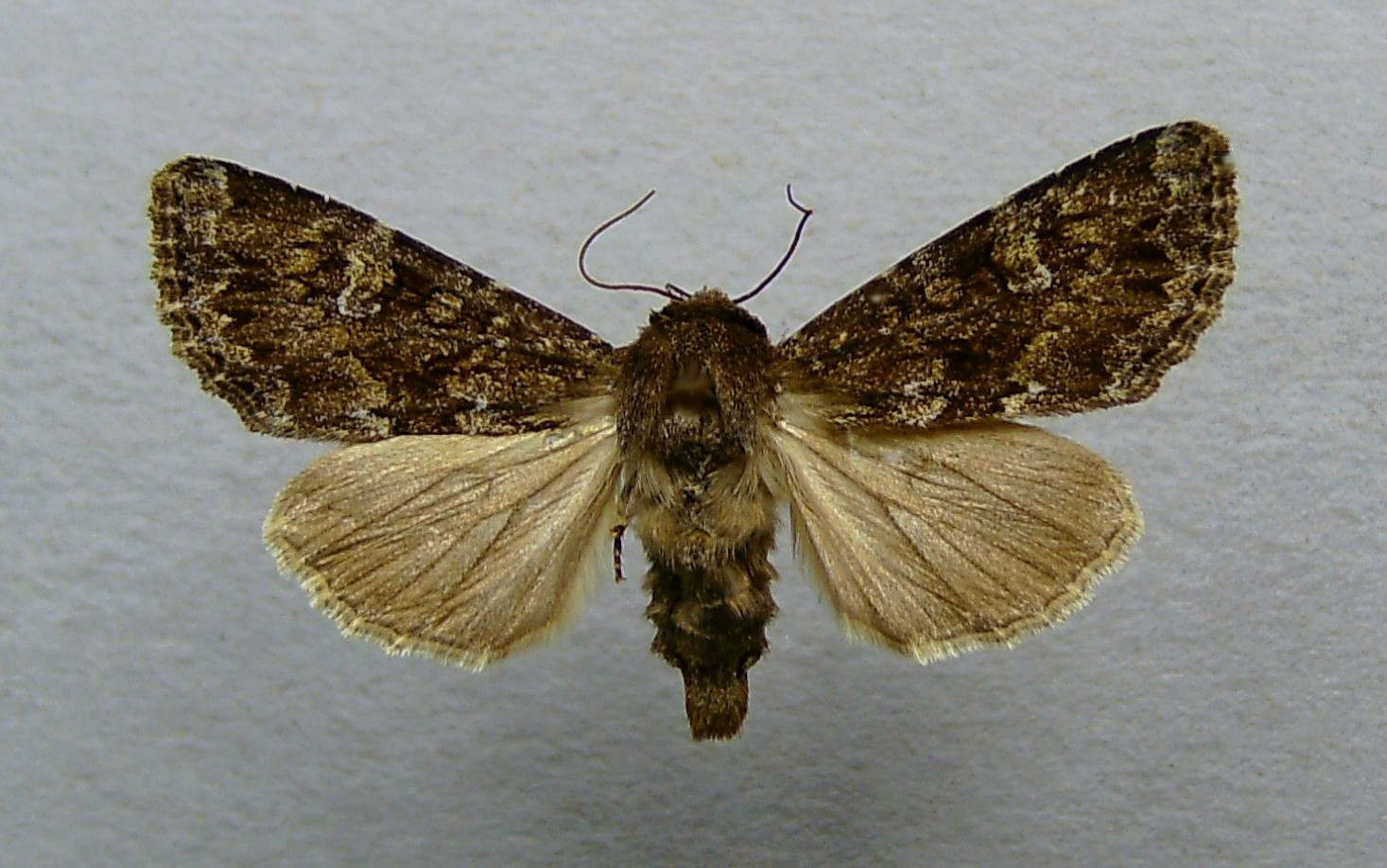
Apamea maillardi
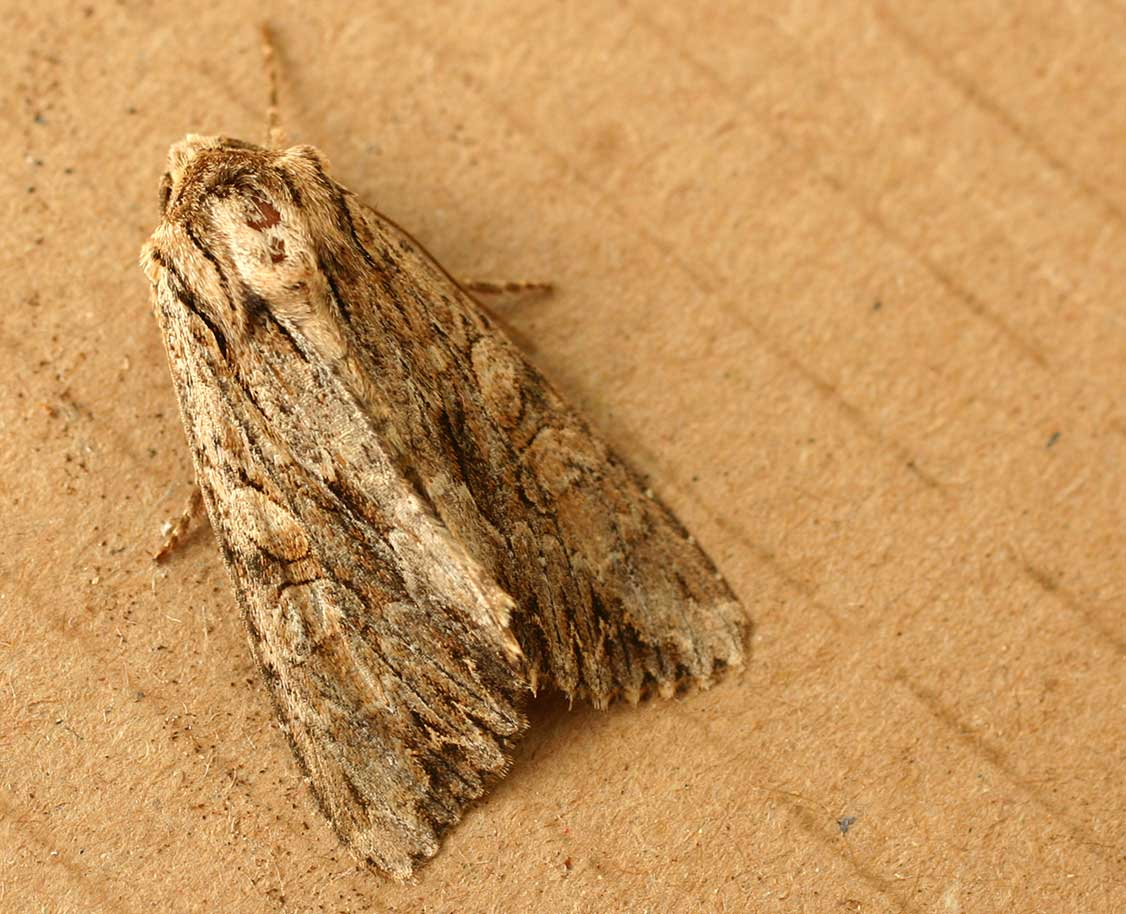
Graswortelvlinder Apamea monoglypha
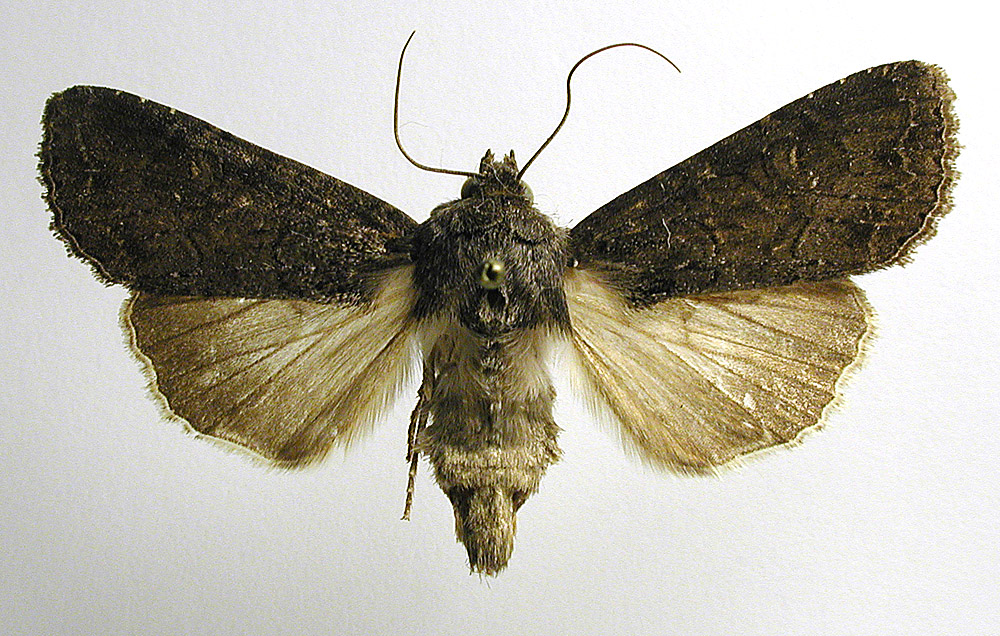
Zeeuwse grasworteluil Apamea oblonga
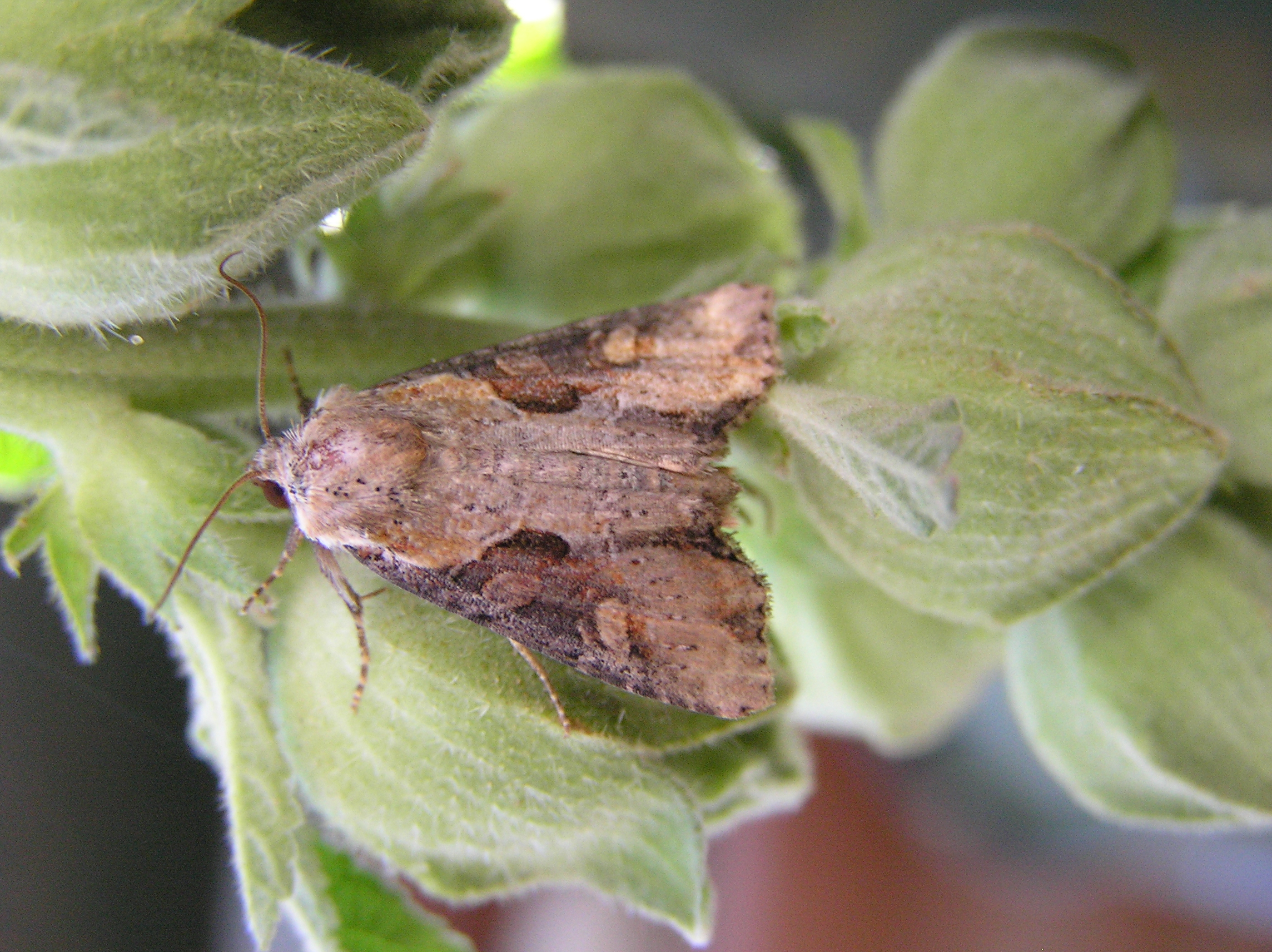
Moerasgrasuil Apamea ophiogramma
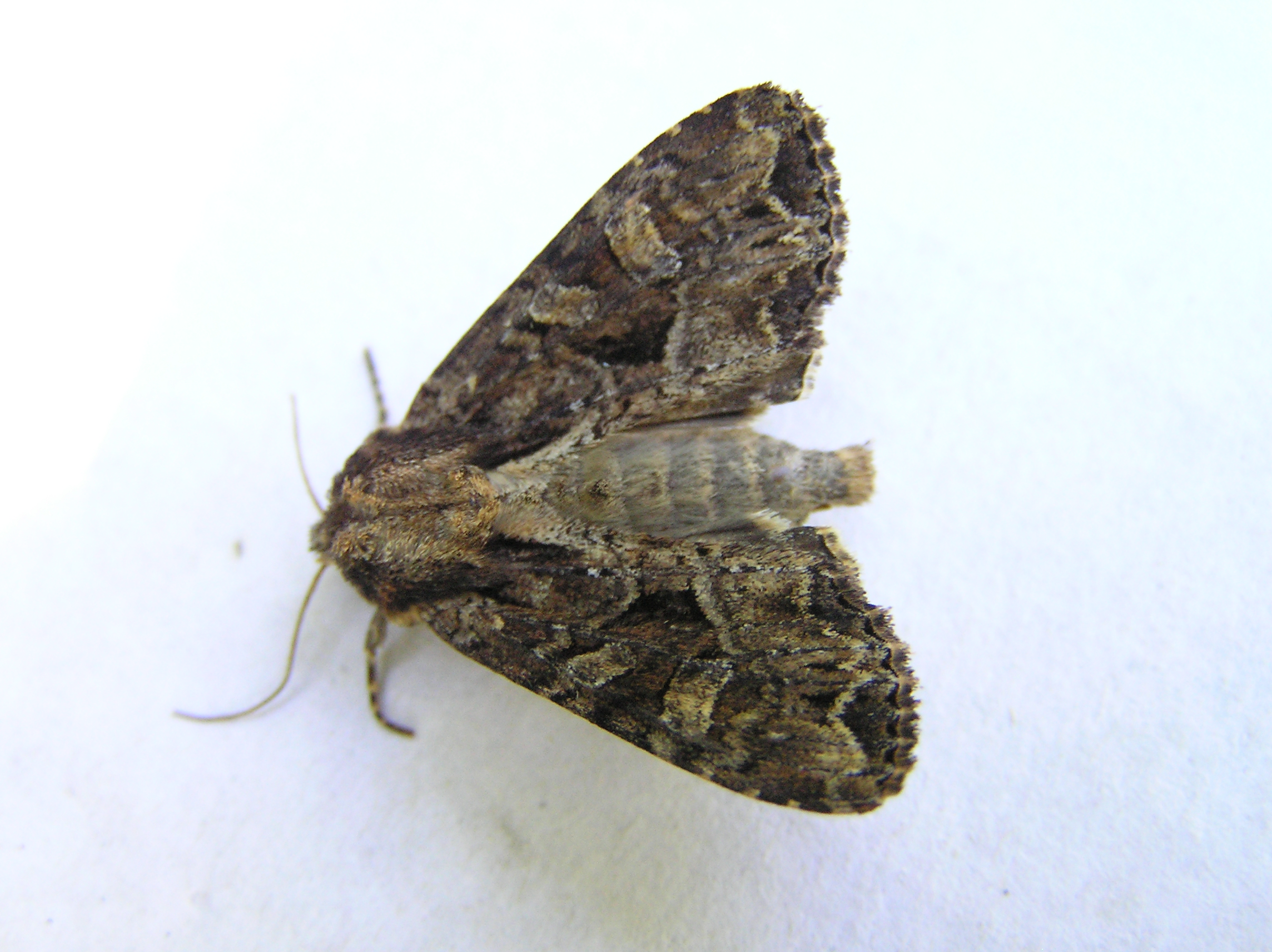
Grauwe grasuil Apamea remissa
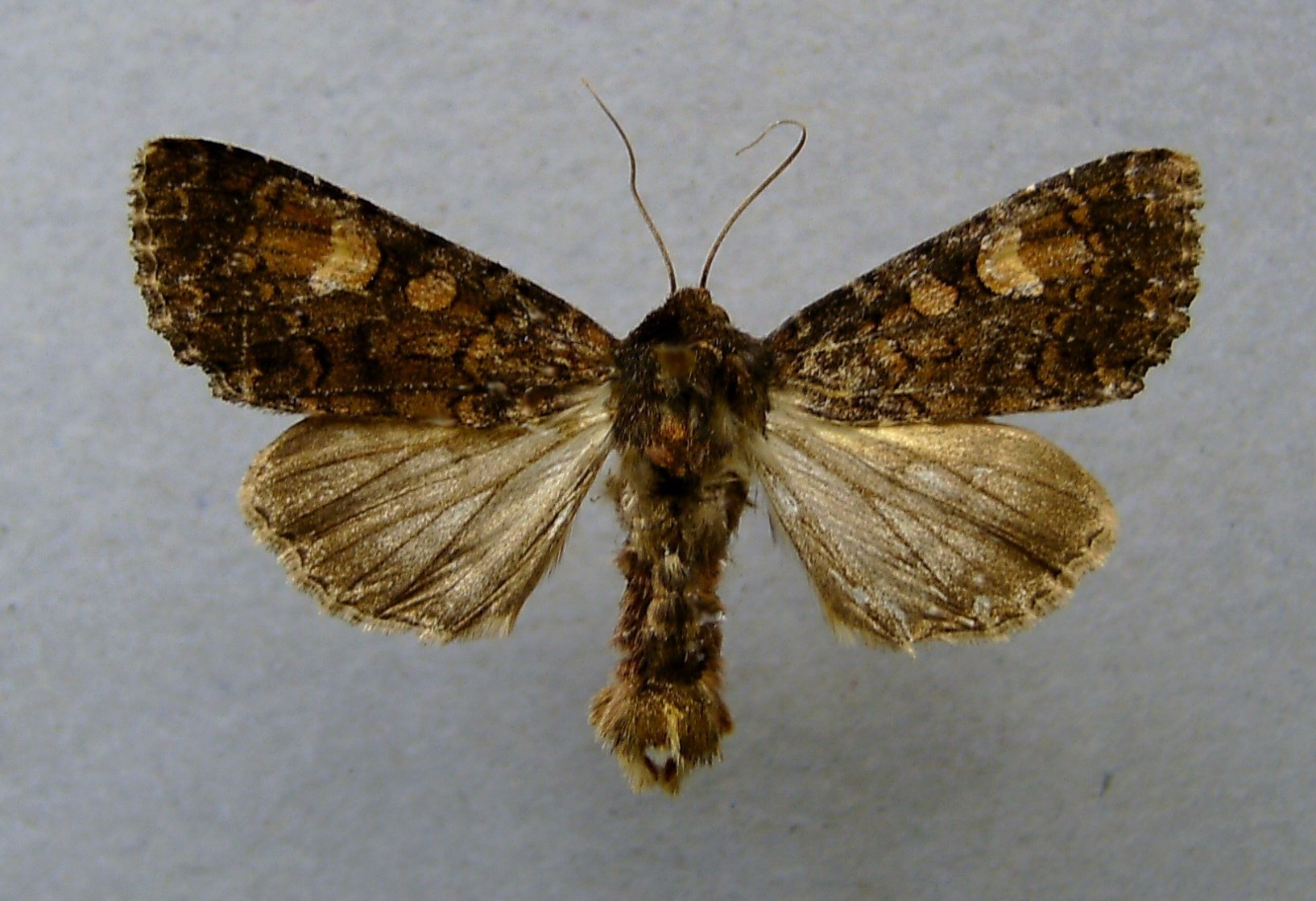
Apamea rubrirena
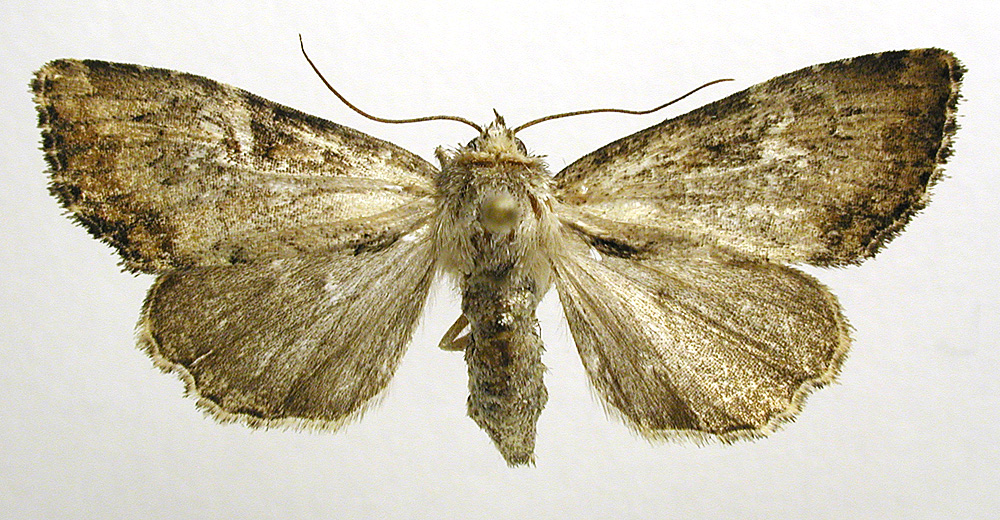
Bosgrasuil Apamea scolopacina
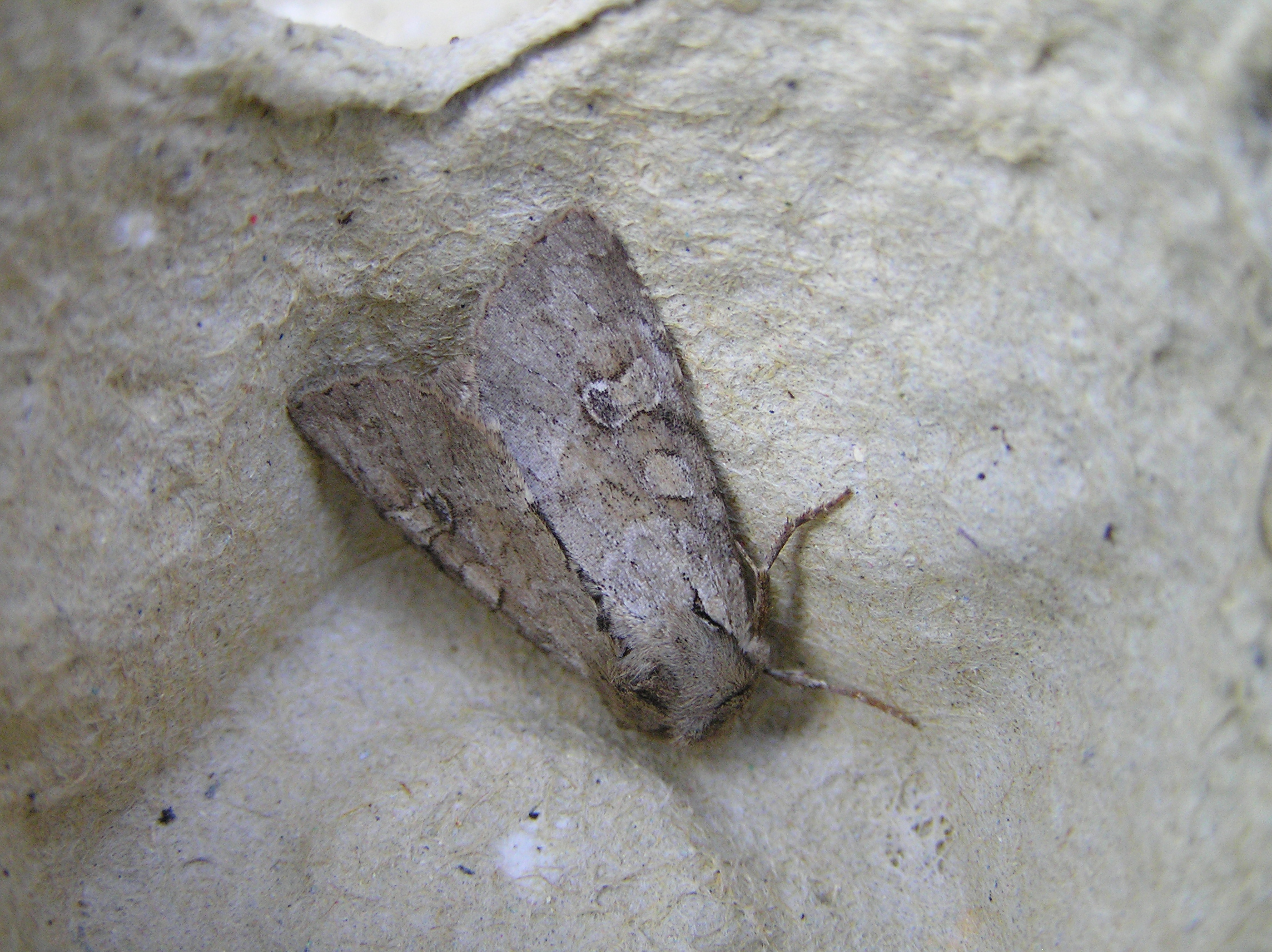
Kweekgrasuil Apamea sordens
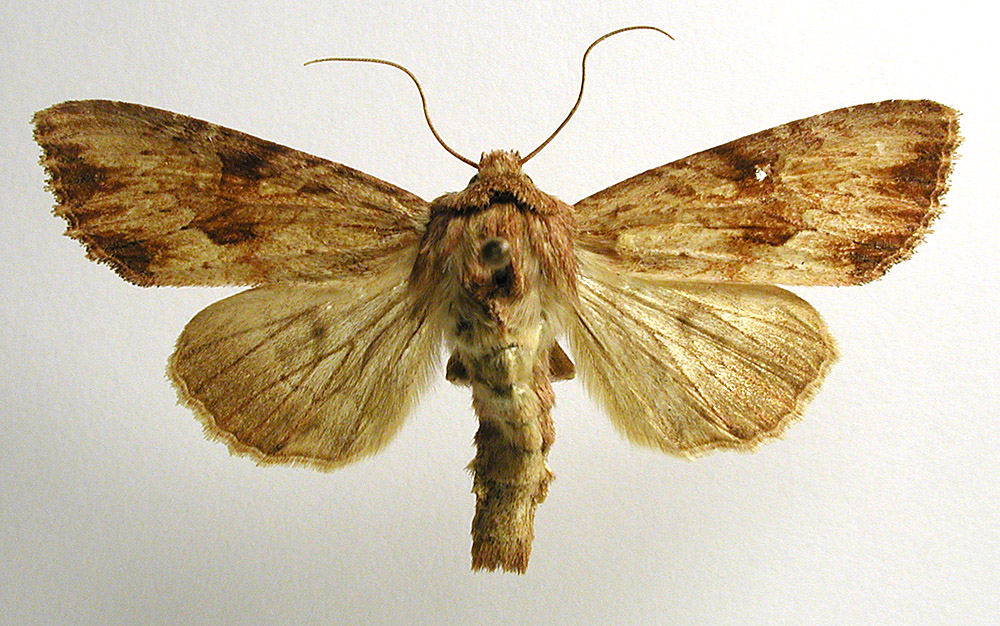
Okergele grasuil Apamea sublustris
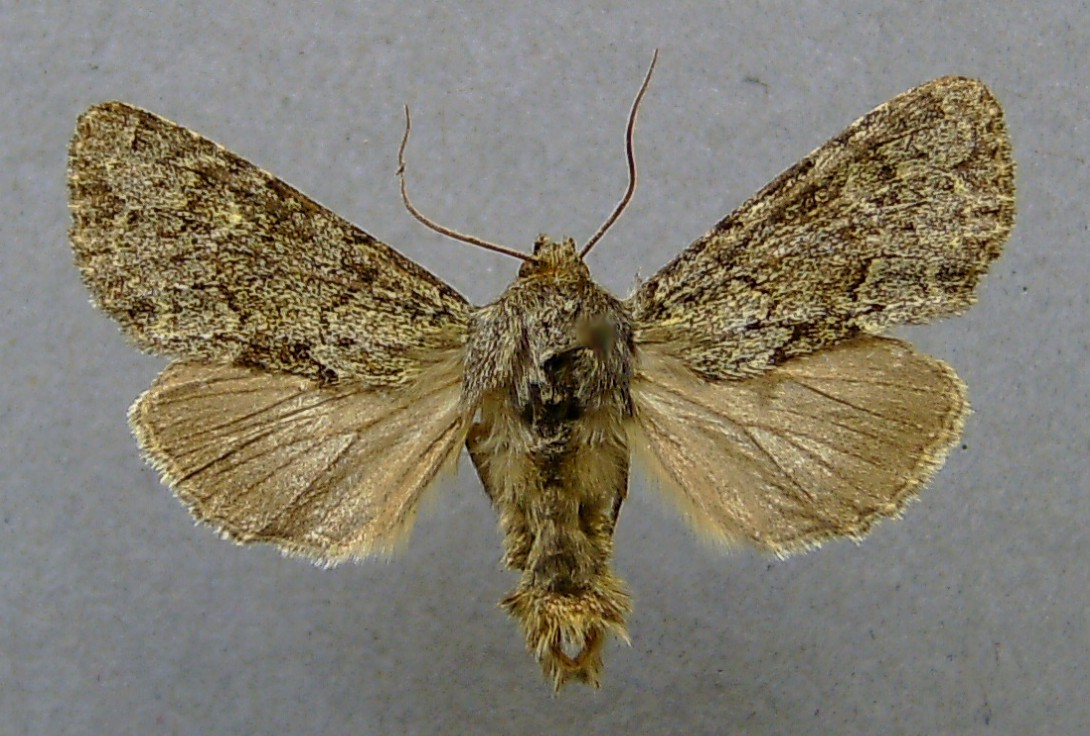
Apamea zeta